# Tom Otterness
Tom Otterness, né en 1952 à Wichita au Kansas (États-Unis), est un sculpteur dont les œuvres ornent de nombreux espaces publics aux États-Unis. La plus connue, The Real World, est au Battery Park à New York. Ses sculptures réalistes représentent la plupart du temps des personnages, hommes ou animaux, mais c'est aussi un artiste engagé et les thèmes politiques et sociaux sont souvent présents dans ses œuvres.

## Biographie
En 1970, Tom Otterness étudie à la Art Students League of New York. En 1973, il prend part à un programme d'études au Whitney Museum of American Art et est membre fondateur du collectif d'artistes Colab (en) (Collaboratives Projects) depuis 1977.
Son atelier se trouve à Brooklyn.

## Œuvres

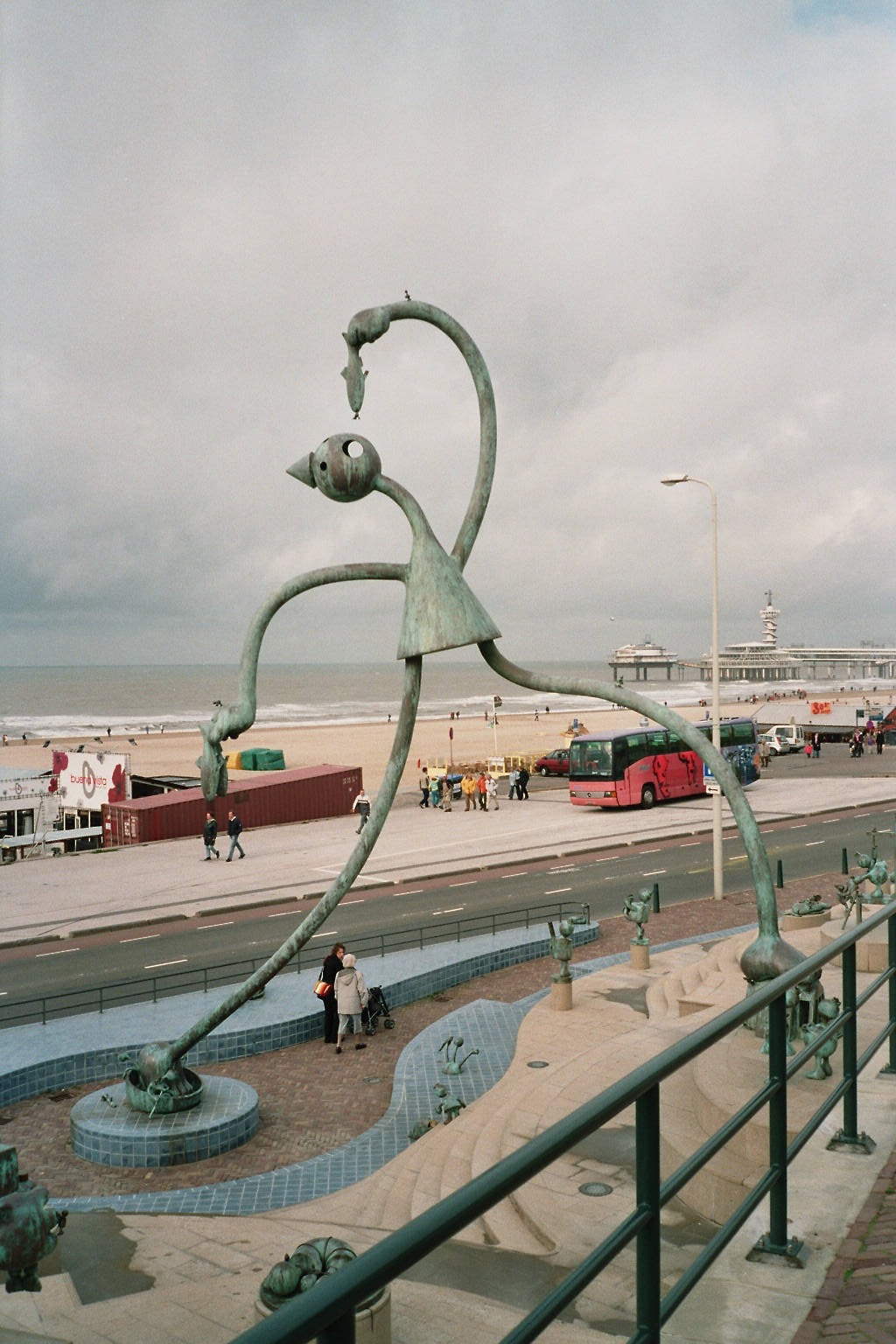
Mangeur de harengs, Scheveningen.

En 1992, l'ensemble de sculptures de bronze The Real World' est installé à Battery Park. Cette plaine de jeu avec petits personnages malicieux et animaux bizarres est une allégorie du monde extérieur sur l'art, la vie et le pouvoir.
En 2002, une exposition permanente, Life Underground (en), est créée dans une station de métro de New York. Cet ensemble de plus de cent petits personnages et animaux, disséminé partout dans les couloirs, les escaliers, dans des situations surprenantes et variées, a demandé plus de dix ans de travail au sculpteur.
En 2004, le musée Beelden aan Zee à Scheveningen, la plage de La Haye, commande à Tom Otterness une série de sculptures sur le thème des contes pour enfants, qui doivent orner la digue et pouvoir être vues et touchées à toute heure. La plus grande des sculptures, le Mangeur de harengs est haute de plus de 12 mètres.